# Osroes II
Osroes II was een Parthische tegenkoning rond 190 na Chr.
Osroes wordt in literaire historische bronnen niet genoemd, maar is alleen bekend van munten. Daaruit blijkt dat hij zich rond 190, in de nadagen van de regering van Vologases IV, opwierp als nieuwe koning van de Parthen, kennelijk met de bedoeling Vologases op te volgen. Uit het feit dat hij zijn munten liet slaan in Ekbatana, blijkt dat Medië tot zijn machtsgebied behoorde. Osroes' opzet slaagde echter niet. Vologases werd opgevolgd door Vologases V, die snel met Osroes wist af te rekenen.